# Библиофобия

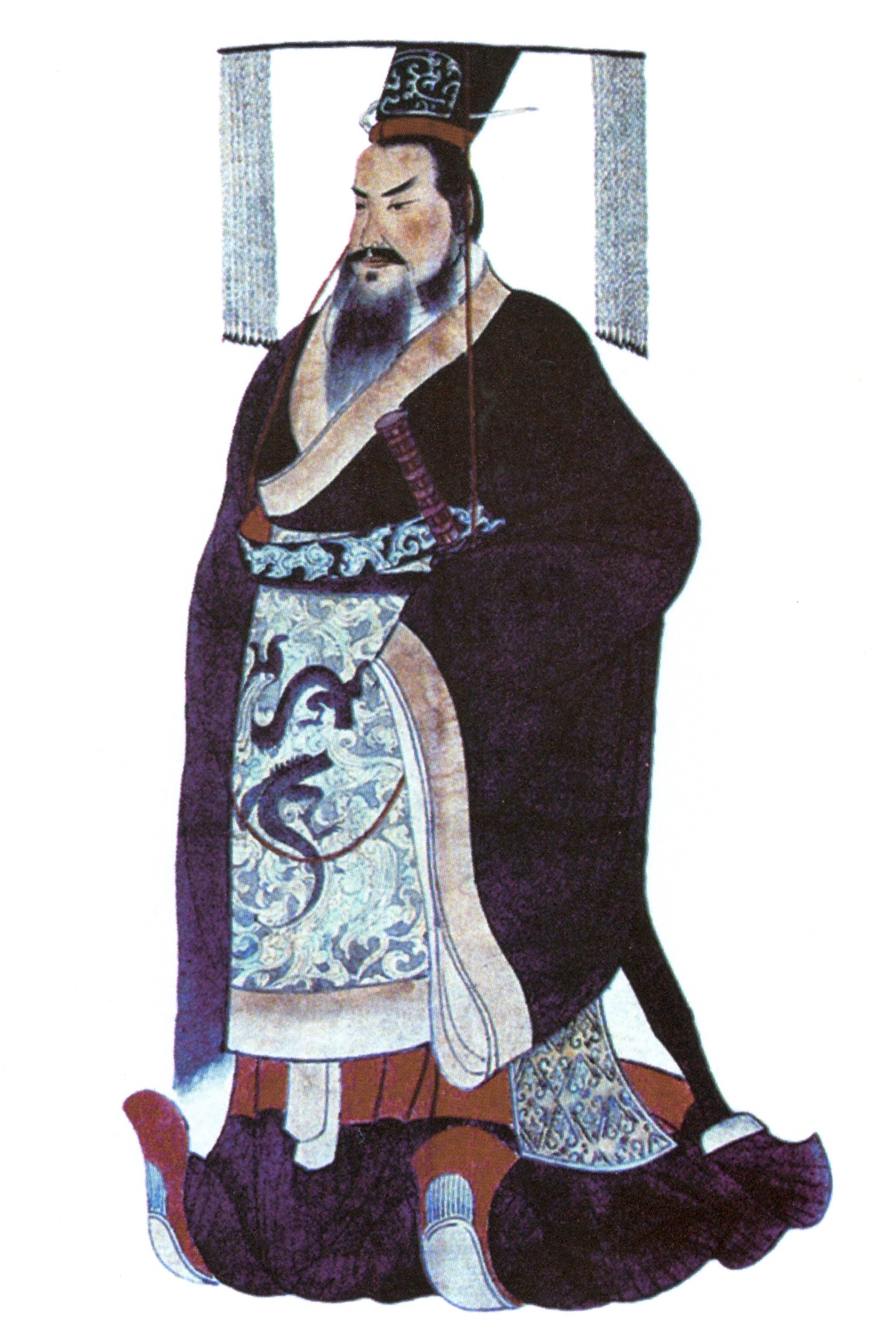
Цинь Шихуанди, первый китайский император, приказал массово уничтожить книги, опасаясь содержащихся в них конфуцианских идей.

Библиофобия — боязнь книг или ненависть к книгам. Чаще всего возникает из-за опасения влияния, которое книги могут оказать на общество или культуру:2. Библиофобия является распространённой причиной цензуры и сжигания книг. Библиофобия и библиофилия являются антонимами.

## История
В мэтьюзовской лекции 1999 года в Лондонском университете Том Шиппи обсуждал библиофобию в средние века. Она возникла из-за того, что лица, владеющие грамотой, такие как духовенство и чиновники, эксплуатировали и запугивали неграмотные массы при помощи текстов, таких как религиозные и юридические документы. Шиппи проиллюстрировал явление примерами из англо-саксонской литературы, например, рассказом о помиловании.

## В популярной культуре
- 451 градус по Фаренгейту и другие работы Рэя Брэдбери[5][6]
- Цензура книг испанской инквизицией
- Индекс запрещённых книг